# Исламская поэзия
Исламская поэзия — это форма поэзия или художественной декламации, написанная и прочитанная мусульманами . Исламская поэзия, и в частности суфийская поэзия, была написана на многих языках, включая урду и турецкий .
Жанры исламской поэзии включают:
- Газели, поэтическое выражение боли утраты или разлуки и красоты любви, несмотря на эту боль. [1] [2]
- Гинаны, духовные гимны, которые читают исмаилиты;
- Касыда, письменная поэзия, часто переводимая как ода;
- Белый стих ( шир мусал ).

## История и происхождение
Исламская поэзия очень важна, и это наследие передается из поколения в поколение.  Этот жанр поэзии отличается во многих отношениях, таких как культура, традиции, литература и т. д. Хашем сказал: «Исламская духовная поэзия была написана на самых разных языках». Кроме того, поэзию используют на многих языках мира. Но самое главное, поэзия, которая когда-то избегалась как отражение идеалов язычества, была поставлена на службу исламу. Исламское искусство всегда сохраняло свое неотъемлемое качество и уникальную самобытность. Подобно тому, как ислам воплощает образ жизни и служит объединяющей силой среди этнически и культурно разнообразных народов, искусство, создаваемое мусульманскими обществами и для них, имеет основные идентифицирующие и объединяющие характеристики. Хашем заявил: «Исламское искусство — это современная концепция, созданная историками искусства в 19 веке для облегчения категоризации и изучения материала, впервые созданного исламскими народами, которые появились из Аравии в седьмом веке» (Дин). 

## Исламская поэзия на разных языках

### Английская исламская поэзия
В английском языке исламская поэзия в настоящее время имеет тенденцию к свободной форме (без рифмы). Современные мусульманские поэты, пишущих на английском языке, это  Рафей Хабиб, Джоэл Хейворд, Дауд Уорнсби и покойного Дэниел Мур .
Ученые считают, что касыда (ода) является одним из самых отличительных аспектов арабской поэзии . возникший около 500 г. до н. э., он также считается основополагающим для развития доисламской поэзии . Он написан в монорифме и содержит от пятнадцати до восьмидесяти строк. 
Касыда содержит три подтемы или повторяющиеся темы:
1) насиб или история разрушенных отношений и дома,
2) фахр, изображающий самовосхваление племени или самого себя
3) рахиль, представляющий собой путешествие в пустыню с участием верблюдов.
В касыде также содержатся биографические анекдоты, называемые акбар, в которых рассказывается о мести и кровавых жертвоприношениях, необходимых для прохождения обряда посвящения .  Основными компонентами акбара являются повторяющиеся темы кровной мести, вызванной смертью отца или любимого человека, и «задержанного развития» человека в юности. 

Пример насиб- стиха Лабида ибн Рабии: 

Изгладились жилища, и кратковременные лагеря, и долгоживущие поселения;
В Мине дикая природа поглотила Гору Гавл и Гору Риджам.
Русла потоков на горе Раян,
Их учения обнажены,
Сохранены так же, как надписи сохраняются в камне,
На них, покрытых навозом, со времен их заселения прошли годы,
Их мирские и священные устами исчезли.
Их орошала дождь звезды источников,
И на них падал дождь грозовых облаков, ливень и морось...

Общей темой доисламской арабской поэзии является описание жизни бедуинов, истории обрядов посвящения и жертвоприношений, представленные посредством образов и использования метафор .  До третьего века эта традиция была в основном устной. 

### Персидская исламская поэзия
Персидская поэзия зародилась в странах  как Персия, Таджикистан и Пакистан, а также в некоторых районах Индии в X веке. Жанры классической персидской поэзии разнообразны и определяются рифмой, которая состоит из гласной, за которой следует одна рифмующаяся буква. Наиболее распространенной формой персидской поэзии является газель — короткое стихотворение на любовную тему, состоящее из семи-двенадцати стихов и написанное в монорифмической схеме. 
Касыда — еще один жанр персидской поэзии, в котором излагаются темы духовного или мирского восхваления, сатиры или описания покровителя. Что касается исламской поэзии, то наиболее распространенной формой касыды является восхваление Мухаммеда и связанных с ним людей. Эти религиозные касыды подчеркивают силу и красоту Аллаха с разных точек зрения. Касиды заканчиваются серией анафор. 
Использование визуальной поэзии на протяжении всей персидской истории помогает читателям визуально понять эмоции, изображаемые поэтами, посредством расположения букв и фраз в различных формах, связанных с посланием или центральной темой стихотворения. 

### Бенгальская исламская поэзия
Бенгальская поэзия, зародившаяся в XV веке, изображает темы внутреннего конфликта с нафсом, исламской космологии, исторических сражений, любви и экзистенциальных идей, касающихся взаимоотношений человека с обществом. Этот поиск смысла, присутствующий в большинстве бенгальских стихотворений, приводит к разочарованию, которое поэты изображают посредством своих темных и меланхоличных тонов. Разочарование — это не пессимизм, который, по мнению ученых, некоторые читатели могут неверно истолковать из-за негативных тонов, распространенных в бенгальской поэзии. Также присутствует повторяющаяся тема идеологических ценностей, а не общественных. Исторические труды Шаха Мухаммада Сагира, Алаола, Абдула Хакима, Саида Султана и Даулата Кази смешали бенгальскую народную поэзию с персидско-арабскими историями и темами и считаются важной частью мусульманской культуры Бенгалии.  Современная бенгальская поэзия считается не риторической, а романтической по своему строению. 

### Пенджабская исламская поэзия
В пенджабской поэзии центральной темой является внутренний конфликт, вызванный мирскими проблемами, а также экзистенциальные идеи, представленные поэтом.  Еще одна тема, присутствующая в поэзии пенджаби, — это парадоксальная идея жизни и того, что, хотя человеку и даны богатство и знания, именно это богатство и знания могут отдалить его от настоящего смысла и истины жизни. 
Поэзия на пенджаби написана в персидско-урдуистском стиле с использованием арабской и персидской лексики. Тематика пенджабской поэзии варьируется от романов до сатиры, поскольку в основном ее пишут жители деревень и те, кто находится под влиянием деревенского образа жизни. 